# Grant Connell
Grant Connell (Regina, 17 november 1965) is een voormalig professioneel Canadees tennisser die tussen 1986 en 1997 actief was in het professionele tenniscircuit. Connell was als dubbelspeler zeer succesvol met tweeëntwintig toernooioverwinningen en de nummer 1-positie op de dubbelspelranking. Connell won in 1995 met Patrick Galbraith de ATP World Tour Finals.
Ook stond hij drie keer in de Wimbledondubbelspelfinale maar verloor alle finales van het Australische duo Todd Woodbridge en Mark Woodforde.
Connell speelde voor zijn profcarrière college-tennis op de Texas A&M-universiteit.

## Palmares

### Dubbelspel
| Nr.                           | Datum            | Toernooi                             | Ondergrond    | Partner           | Tegenstanders in finale            | Score              | Details |
| ----------------------------- | ---------------- | ------------------------------------ | ------------- | ----------------- | ---------------------------------- | ------------------ | ------- |
| Gewonnen finales heren dubbel |                  |                                      |               |                   |                                    |                    |         |
| 1.                            | 21 augustus 1988 | GP Livingston                        | Hardcourt     | Glenn Michibata   | Marc Flur Sammy Giammalva Jr.      | 2–6, 6–4, 7–5      | Details |
| 2.                            | 22 april 1990    | ATP Seoul                            | Hardcourt     | Glenn Michibata   | Jason Stoltenberg Todd Woodbridge  | 7–6, 6–4           | Details |
| 3.                            | 22 juli 1990     | ATP Washington                       | Hardcourt     | Glenn Michibata   | Jorge Lozano Todd Witsken          | 6–3, 6–7, 6–2      | Details |
| 4.                            | 28 april 1991    | ATP Singapore                        | Hardcourt     | Glenn Michibata   | Stefan Kruger Christo van Rensburg | 6–4, 5–7, 7–6      | Details |
| 5.                            | 17 januari 1993  | ATP Auckland                         | Hardcourt     | Patrick Galbraith | Alex Antonitsch Aleksandr Volkov   | 6–3, 7–6           | Details |
| 6.                            | 17 oktober 1993  | ATP Tokyo Indoor                     | Tapijt (i)    | Patrick Galbraith | Luke Jensen Murphy Jensen          | 6–3, 6–4           | Details |
| 7.                            | 14 november 1993 | ATP Antwerp                          | Tapijt (i)    | Patrick Galbraith | Wayne Ferreira Javier Sánchez      | 6–3, 7–6           | Details |
| 8.                            | 6 maart 1994     | ATP Indian Wells                     | Hardcourt     | Patrick Galbraith | Byron Black Jonathan Stark         | 7–5, 6–3           | Details |
| 9.                            | 24 juli 1994     | ATP Washington                       | Hardcourt     | Patrick Galbraith | Jonas Björkman Jakob Hlasek        | 6–4, 4–6, 6–3      | Details |
| 10.                           | 21 augustus 1994 | ATP New Haven                        | Hardcourt     | Patrick Galbraith | Jacco Eltingh Paul Haarhuis        | 6–3, 7–6           | Details |
| 11.                           | 16 oktober 1994  | ATP Tokyo Indoor                     | Tapijt (i)    | Patrick Galbraith | Byron Black Jonathan Stark         | 6–3, 3–6, 6–4      | Details |
| 12.                           | 15 januari 1995  | ATP Auckland                         | Hardcourt     | Patrick Galbraith | Luis Lobo Javier Sánchez           | 6–4, 6–3           | Details |
| 13.                           | 12 februari 1995 | ATP Dubai                            | Hardcourt     | Patrick Galbraith | Tomás Carbonell Francisco Roig     | 6–2, 4–6, 6–3      | Details |
| 14.                           | 26 februari 1995 | Stuttgart Indoor                     | Tapijt (i)    | Patrick Galbraith | Cyril Suk Daniel Vacek             | 6–2, 6–2           | Details |
| 15.                           | 23 april 1995    | ATP Bermuda                          | Gravel        | Todd Martin       | Brett Steven Jason Stoltenberg     | 7–6, 2–6, 7–5      | Details |
| 16.                           | 5 november 1995  | ATP Parijs                           | Tapijt (i)    | Patrick Galbraith | Jim Grabb Todd Martin              | 6–2, 6–2           | Details |
| 17.                           | 26 november 1995 | ATP Tour World Doubles Championships | Tapijt (i)    | Patrick Galbraith | Jacco Eltingh Paul Haarhuis        | 7–6, 7–6, 3–6, 7–6 | Details |
| 18.                           | 18 februari 1996 | ATP Dubai                            | Hardcourt     | Byron Black       | Karel Nováček Jiří Novák           | 6–0, 6–1           | Details |
| 19.                           | 20 mei 1996      | ATP Rome                             | Gravel        | Byron Black       | Libor Pimek Byron Talbot           | 6–2, 6–3           | Details |
| 20.                           | 23 juni 1996     | ATP Halle                            | Gras          | Byron Black       | Jevgeni Kafelnikov Daniel Vacek    | 6–1, 7–5           | Details |
| 21.                           | 21 juli 1996     | ATP Washington                       | Hardcourt     | Scott Davis       | Doug Flach Chris Woodruff          | 7–6, 3–6, 6–3      | Details |
| 22.                           | 18 augustus 1996 | ATP New Haven                        | Hardcourt     | Byron Black       | Jonas Björkman Nicklas Kulti       | 6–4, 6–4           | Details |
| Verloren finales heren dubbel |                  |                                      |               |                   |                                    |                    |         |
| 1.                            | 29 maart 1987    | GP Nancy                             | Tapijt (i)    | Larry Scott       | Ramesh Krishnan Claudio Mezzadri   | 4–6, 4–6           | Details |
| 2.                            | 9 oktober 1988   | ATP Brisbane                         | Hardcourt (i) | Glenn Michibata   | Eric Jelen Carl-Uwe Steeb          | 4–6, 1–6           | Details |
| 3.                            | 27 januari 1990  | Australian Open                      | Hardcourt     | Glenn Michibata   | Pieter Aldrich Danie Visser        | 4–6, 6–4, 1–6, 4–6 | Details |
| 4.                            | 25 februari 1990 | ATP Philadelphia                     | Tapijt (i)    | Glenn Michibata   | Rick Leach Jim Pugh                | 6–3, 4–6, 2–6      | Details |
| 5.                            | 19 augustus 1990 | ATP Indianapolis                     | Hardcourt     | Glenn Michibata   | Scott Davis David Pate             | 6–7, 6–7           | Details |
| 6.                            | 13 januari 1991  | ATP Auckland                         | Hardcourt     | Glenn Michibata   | Sergio Casal Emilio Sánchez        | 6–4, 3–6, 4–6      | Details |
| 7.                            | 3 maart 1991     | ATP Chicago                          | Tapijt (i)    | Glenn Michibata   | Scott Davis David Pate             | 4–6, 7–5, 6–7      | Details |
| 8.                            | 16 juni 1991     | ATP Londen                           | Gras          | Glenn Michibata   | Todd Woodbridge Mark Woodforde     | 4–6, 6–7           | Details |
| 9.                            | 28 juli 1991     | ATP Montréal                         | Hardcourt     | Glenn Michibata   | Patrick Galbraith Todd Witsken     | 4–6, 6–3, 1–6      | Details |
| 10.                           | 11 augustus 1991 | ATP Cincinnati                       | Hardcourt     | Glenn Michibata   | Ken Flach Robert Seguso            | 7–6, 4–6, 5–7      | Details |
| 11.                           | 12 januari 1992  | ATP Auckland                         | Hardcourt     | Glenn Michibata   | Wayne Ferreira Jim Grabb           | 4–6, 3–6           | Details |
| 12.                           | 5 april 1992     | ATP Singapore                        | Hardcourt     | Glenn Michibata   | Todd Woodbridge Mark Woodforde     | 7–6, 2–6, 4–6      | Details |
| 13.                           | 23 augustus 1992 | ATP Indianapolis                     | Hardcourt     | Glenn Michibata   | Jim Grabb Richey Reneberg          | 6–7, 2–6           | Details |
| 14.                           | 7 februari 1993  | ATP Dubai                            | Hardcourt     | Patrick Galbraith | John Fitzgerald Anders Järryd      | 2-6, 1-6           | Details |
| 15.                           | 9 mei 1993       | ATP Hamburg                          | Gravel        | Patrick Galbraith | Paul Haarhuis Mark Koevermans      | 4-6, 7-6, 6-7      | Details |
| 16.                           | 3 juli 1993      | Wimbledon                            | Gras          | Patrick Galbraith | Todd Woodbridge Mark Woodforde     | 5-7, 3-6, 6-7(4)   | Details |
| 17.                           | 25 juli 1993     | ATP Washington                       | Hardcourt     | Patrick Galbraith | Byron Black Rick Leach             | 4-6, 5-7           | Details |
| 18.                           | 8 augustus 1993  | ATP Los Angeles                      | Hardcourt     | Scott Davis       | Wayne Ferreira Michael Stich       | 6–7, 6–7           | Details |
| 19.                           | 16 januari 1994  | ATP Auckland                         | Hardcourt     | Patrick Galbraith | Patrick McEnroe Jared Palmer       | 2-6, 6-4, 4-6      | Details |
| 20.                           | 20 februari 1994 | ATP Stuttgart Indoor                 | Tapijt (i)    | Patrick Galbraith | David Adams Andrej Olchovski       | 7–6, 4-6, 6-7      | Details |
| 21.                           | 2 juli 1994      | Wimbledon                            | Gras          | Patrick Galbraith | Todd Woodbridge Mark Woodforde     | 6-7(3), 3-6, 1-6   | Details |
| 22.                           | 8 januari 1995   | ATP Adelaide                         | Hardcourt     | Byron Black       | Jim Courier Patrick Rafter         | 6–7, 4–6           | Details |
| 23.                           | 8 oktober 1995   | ATP Kuala Lumpur                     | Tapijt (i)    | Patrick Galbraith | Patrick McEnroe Mark Philippoussis | 5-7, 4-6           | Details |
| 24.                           | 12 november 1995 | ATP Stockholm                        | Hardcourt (i) | Patrick Galbraith | Jacco Eltingh Paul Haarhuis        | 6-3, 2-6, 6-7      | Details |
| 25.                           | 3 maart 1996     | ATP Philadelphia                     | Tapijt (i)    | Byron Black       | Todd Woodbridge Mark Woodforde     | 6–7, 2–6           | Details |
| 26.                           | 6 juli 1996      | Wimbledon                            | Gras          | Byron Black       | Todd Woodbridge Mark Woodforde     | 6–4, 1–6, 3–6, 2–6 | Details |

## Prestatietabel
| Legenda | Legenda                          |
| ------- | -------------------------------- |
| g.t.    | geen toernooi gehouden           |
| l.c.    | lagere categorie                 |
| –       | niet deelgenomen                 |
| G       | uitgeschakeld in de groepsfase   |
| 1R      | uitgeschakeld in de eerste ronde |
| 2R      | uitgeschakeld in de tweede ronde |
| 3R      | uitgeschakeld in de derde ronde  |
| 4R      | uitgeschakeld in de vierde ronde |
| KF      | uitgeschakeld in de kwartfinale  |
| HF      | uitgeschakeld in de halve finale |
| F       | de finale verloren               |
| W       | het toernooi gewonnen            |
| w-v     | winst/verlies-balans             |

### Prestatietabel grand slam, enkelspel
| Toernooi        | 1987 | 1988 | 1989 | 1990 | 1991 | 1992 | 1993 | 1994 |
| --------------- | ---- | ---- | ---- | ---- | ---- | ---- | ---- | ---- |
| Australian Open | 1R   | 1R   | 2R   | 1R   | 3R   | 1R   | –    | –    |
| Roland Garros   | –    | –    | –    | 1R   | 1R   | 1R   | –    | –    |
| Wimbledon       | –    | 1R   | –    | 1R   | 1R   | –    | –    | 3R   |
| US Open         | –    | 2R   | –    | 1R   | 1R   | –    | –    | –    |

### Prestatietabel grand slam, dubbelspel
| Toernooi        | 1987 | 1988 | 1989 | 1990 | 1991 | 1992 | 1993 | 1994 | 1995 | 1996 | 1997 |
| --------------- | ---- | ---- | ---- | ---- | ---- | ---- | ---- | ---- | ---- | ---- | ---- |
| Australian Open | 2R   | KF   | KF   | F    | 3R   | 3R   | 2R   | 1R   | 2R   | 2R   | 3R   |
| Roland Garros   | –    | 1R   | 1R   | 3R   | HF   | 2R   | 1R   | HF   | 2R   | 2R   | –    |
| Wimbledon       | 1R   | 3R   | 1R   | KF   | HF   | 2R   | F    | F    | 1R   | F    | 2R   |
| US Open         | 1R   | 1R   | 1R   | 3R   | 2R   | 3R   | 2R   | 1R   | HF   | 1R   | 3R   |